# کفش‌های قرمز (فیلم ۲۰۰۵)
«کفش‌های قرمز» (انگلیسی: The Red Shoes) فیلمی در ژانر ترسناک است که در سال ۲۰۰۵ منتشر شد. از بازیگران آن می‌توان به کیم سونگ سو اشاره کرد.